# Ószako Keiszuke
Ószako Keiszuke (大迫 敬介) (Izumi, 1999. július 28. –) japán válogatott labdarúgó.

## Klub
A labdarúgást a Sanfrecce Hiroshima csapatában kezdte.

## Nemzeti válogatott
2019-ben debütált a japán válogatottban. A japán válogatott tagjaként részt vett a 2019-es Copa Américán. A japán válogatottban 2 mérkőzést játszott.

## Statisztika
| Japán válogatott | Japán válogatott | Japán válogatott |
| Időszak          | Mérk.            | gól              |
| ---------------- | ---------------- | ---------------- |
| 2019             | 2                | 0                |
| Összesen         | 2                | 0                |